# 29 juillet 1985
Le lundi 29 juillet 1985 est le 210e jour de l'année 1985.

## Naissances
- Abidemi Omole, athlète américain
- Besart Berisha, joueur de football albanais
- Daniel Rubin, joueur de hockey sur glace suisse
- Dylan McNeice, triathlète professionnel néo-zélandais
- Jacqueline Mossy, handballeuse camerounaise
- Javier Chacón, coureur cycliste espagnol et directeur sportif
- Jonathan Maidana, footballeur argentin
- Laura Presgurvic, chanteuse de variétés
- Marie Muller, judokate luxembourgeoise
- Natsuko Kondo, auteure-compositrice-interprète japonaise
- Shingo Hyodo, footballeur japonais
- Steinthór Freyr Thorsteinsson, joueur de football islandais
- Thomas Blumenthal, acteur français
- Zoltán Fodor, lutteur hongrois

## Décès
- Henri Persin (né à une date inconnue), directeur de la photographie français
- James Nolan (né le 29 novembre 1915), acteur américain
- Jean-Pierre Goretta (né en 1926), journaliste suisse
- Léon-Gabriel Gros (né le 12 avril 1905), poète français
- Paul Mondoloni (né le 27 septembre 1916), vétéran du crime organisé corse
- Yves du Halgouët (né le 27 décembre 1910), personnalité politique française

## Événements
- Sortie de la chanson We Don't Need Another Hero